# Droga krajowa B522 (Niemcy)
Droga krajowa 522 (niem. Bundesstraße 522) – niemiecka droga krajowa przebiegająca na osi północ-południe. Jej głównym zadaniem jest połączenie lotniska w Hanowerze z autostradą A353, autostradą A2 oraz centrum miasta Hanower.
Droga na całej długości jest czteropasmowa.